# المسيحية في تريستان دا كونا

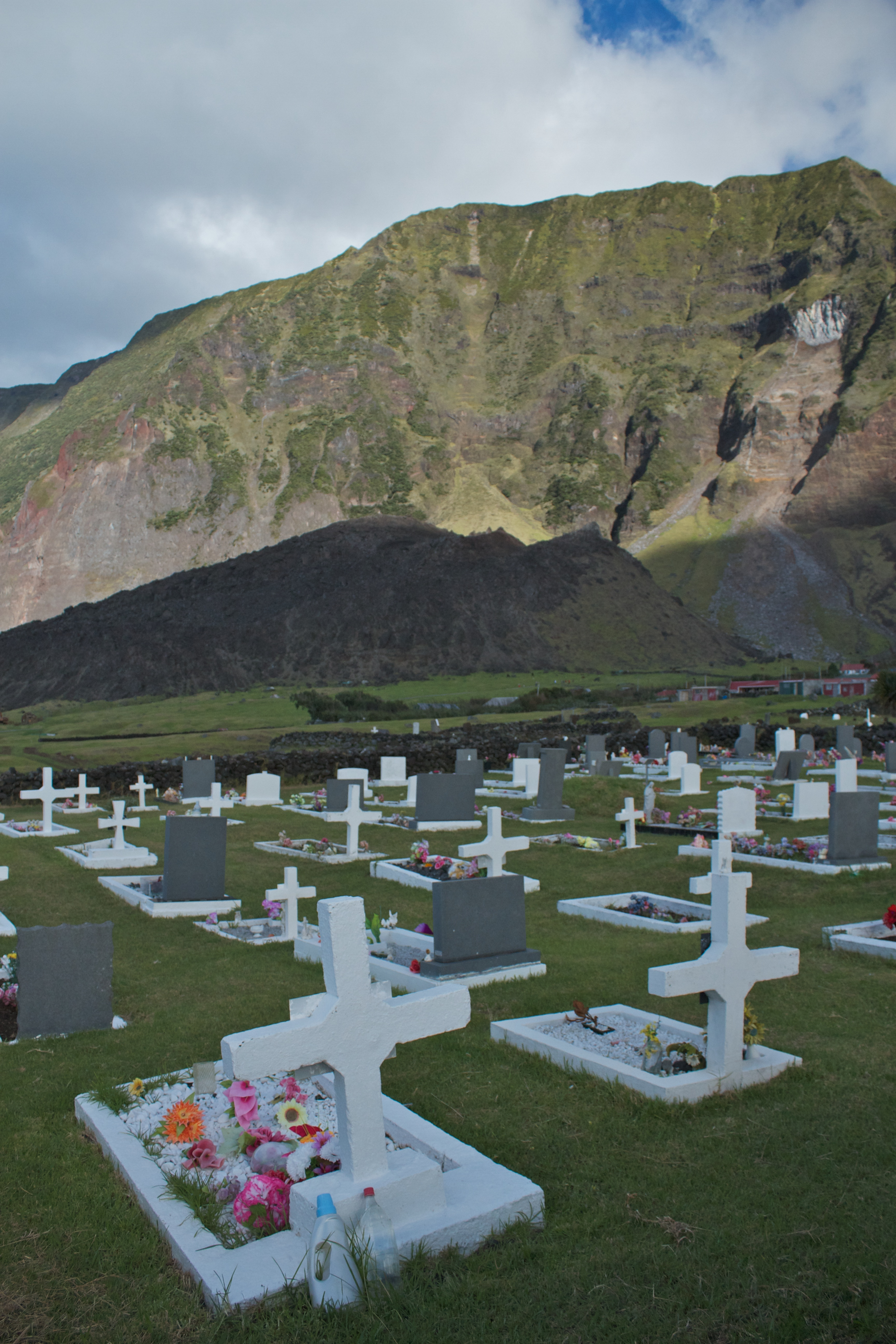
مقبرة مسيحيَّة في إدنبرة ذات البحار السبعة.

المسيحية هي الديانة السائدة في جزيرة تريستان دا كونا، حيث أن 100% من السكان الجزيرة البالغ عددهم 226 نسمة يعتنقون الديانة المسيحية والغالبيَّة العظمى منهم من أصول أوروبيَّة. أغلب سكان الجزيرة يتبعون الكنيسة الإنجليكانية في حين أن العدد المتبقي يتبع الكنيسة الرومانية الكاثوليكية، تعود أصول الأنجليكان في الغالب إلى اسكتلندا وإنجلترا وهولندا والولايات المتحدة أمّا كاثوليك الجزيرة فتعود أصولهم إلى إيطاليا. ويرعى كاثوليك الجزيرة روحياً بعثة سانت هيلانة وجزيرة أسينشين وتريستان دا كونا والتي تتبع إدارياً النيابة الرسولية لجزر فوكلاند.